# Thor (film)
Thor este un film de acțiune cu supereroi din 2011, de producție americană, bazat pe personajul din Marvel Comics omonim, produs de Marvel Studios și distribuit de Paramount Pictures. Filmul a fost regizat de Kenneth Branagh, după un scenariu de Ashley Edward Miller, Zack Stentz și Don Payne, și îi are în rolurile principale pe Chris Hemsworth, Natalie Portman, Tom Hiddleston, Stellan Skarsgård, Colm Feore, Ray Stevenson, Idris Elba, Kat Dennings, Rene Russo și Anthony Hopkins.
Premiera filmului a avut loc pe 17 aprilie 2011, în Sydney, Australia, iar lansarea în Statele Unite a avut loc pe 6 mai 2011. Filmul a avut parte de succes financiar și a primit recenzii pozitive de la critici. Edițiile DVD și Blu-ray Disc au fost lansate pe 13 septembrie 2011.
Filmul este primul din trilogia Thor și al patrulea din Marvel Cinematic Universe (MCU). Pe 8 noiembrie 2013, a fost lansat un sequel intitulat Thor: The Dark World, iar pe 3 noiembrie 2017 a fost lansat al treilea film din serie, Thor: Ragnarok.

## Acțiune

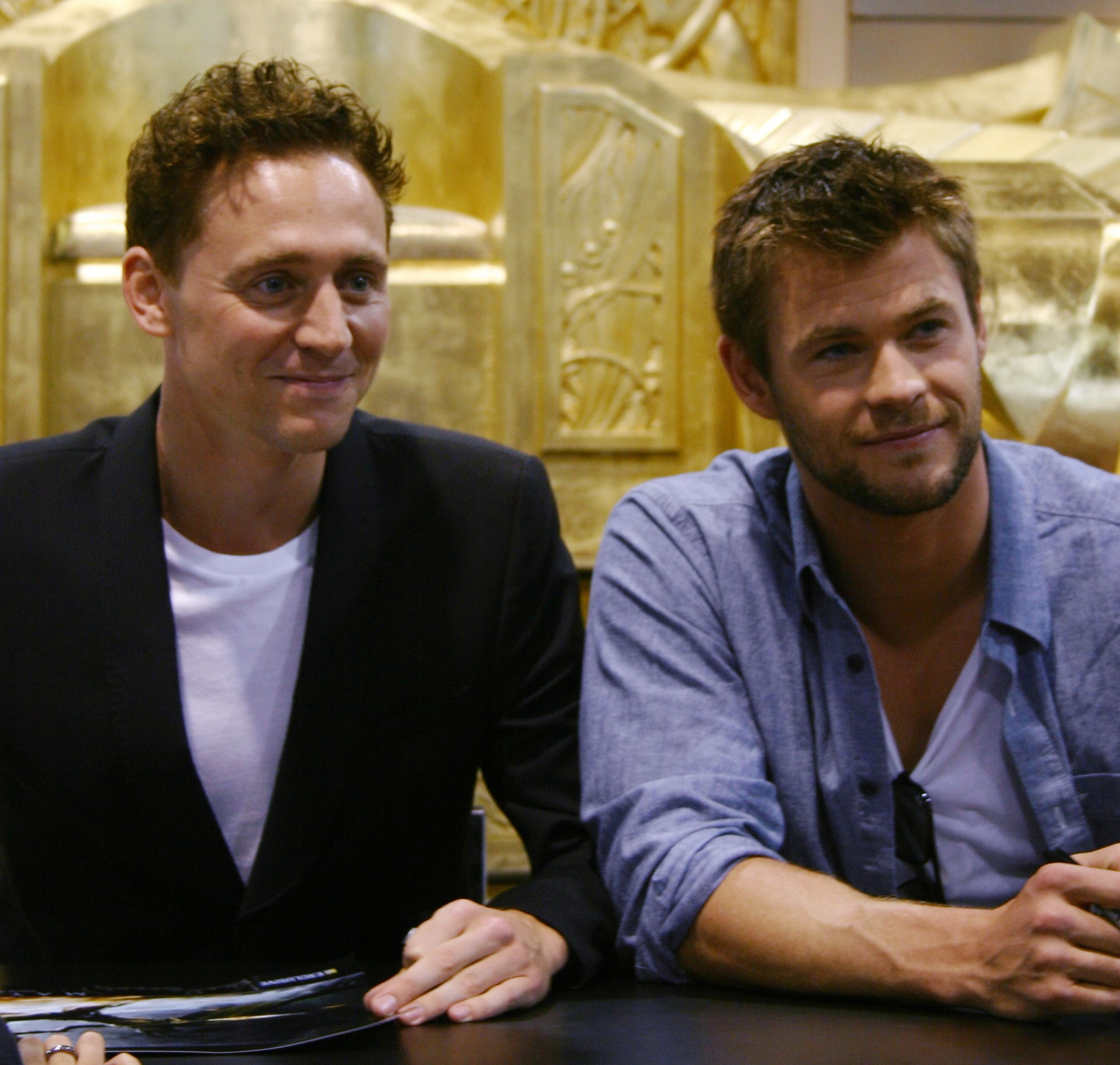
Chris Hemsworth și Tom Hiddleston promovează filmul Thor la Comic-Con International, San Diego, 2010.

În anul 965, Odin, regele Asgardului, se află în război cu Giganții de Gheață din Jotunheim și liderului lor Laufey, pentru a-i împiedica să cucerească cele Nouă Tăramuri, începând cu Pământul. Războinicii asgardieni îi înfrâng pe Giganți și le iau sursa lor de putere, Caseta Iernilor Antice.
În prezent, fiul Odin, Thor, se pregătește să urce pe tronul Asgardului, dar este întrerupt când Giganții de Gheață încearcă să recupereze Coiful. În ciuda ordinelor lui Odin, Thor călătorește în Jotunheim pentru a-l înfrunta pe Laufey. Thor este însoțit de fratele său Loki, prietenul lui din copilărie Sif și cei Trei Războinici: Volstagg, Fandral și Hogun. Are loc o bătălie, până când Odin intervine pentru a-i salva, distrugând astfel armistițiul fragil dintre asgardieni și Giganți. Pentru aroganța lui Thor, Odin îi ia puterea sa divină și îl exilează pe Pământ ca pe un muritor, împreună cu ciocanul său magic Mjölnir, care este acum aflat sub o vrajă ce le permite doar celor vrednici să-l folosească.
Thor ajunge în New Mexico, unde îl găsesc astrofizicianul Dr. Jane Foster, asistentul ei Darcy Lewis și mentorul ei Dr. Erik Selvig. Populația locală găsește Mjolnir, dar agentul S.H.I.E.L.D. Phil Coulson îl confiscă și obține cu forță datele lui Foster despre gaura de vierme care l-a a adus pe Thor pe Pământ. Thor, descoperă  locația lui Mjolnir și încearcă să-l recupereze din instalația pe care S.H.I.E.L.D. a construit-o, dar se găsește în imposibilitatea de a-l ridica și este capturat. Cu ajutorul lui Selvig, el este eliberat și își acceptă exilul pe Pământ, pe măsură ce dezvoltă o relație cu Jane Foster.
Loki descoperă că el este de fapt fiul biologic al lui Laufey și a fost adoptat de Odin după încheierea războiului. Odin, obosit, cade în adâncul "Odinsleep" pentru a-și recupera puterea. Profitand de această ocazie, Loki ocupă tronul în locul lui Odin și îi oferă lui Laufey șansa de a-l ucide pe Odin și de a recupera Caseta. Sif și cei Trei Războinici, nemulțumiți de conducerea lui Loki, încearcă să-l readucă pe Thor din exil, convingându-l pe Heimdall, păzitorul Bifröstului - mijlocul de a călători între tăramuri - să le permite să ajungă pe Pământ. 
Conștient de planul lor, Loki trimite Distrugătorul, o armură automată aparent indestructibil, să-i urmărească și să îl omoare pe Thor. Războinicii îl găsesc pe Thor, dar Distrugătorul îi atacă și îi învinge, determinându-l pe Thor să se sacrifice în locul lor. Rănit de Distrugător și aproape de moarte, sacrificiul lui Thor îl dovedește demn să-l manuiască pe Mjölnir. Ciocanul se întoarce singur la el, readucandu-i puterile sale de zeu și permițandu-i să învingă Distrugătorul. Thor o sărută pe Foster de rămas bun și, jurând să se întoarcă, el și prietenii săi asgardieni pleacă să-l confrunte cu Loki.
În Asgard, Loki îl trădează și omoară pe Laufey, dezvăluindu-și planul adevărat de a folosi încercarea lui Laufey de-al omorî pe Odin ca o scuză pentru a distruge Jotunheim cu Podul Bifröst, dovedindu-i astfel lui Odin că este demn de tron. Thor sosește și se luptă cu Loki, dar este forțat să distrugă Podul Bifröst pentru a opri planul lui Loki, blocând astfel legătura între Asgard și celelalte tăramuri, inclusiv Pămantul . Odin se trezește și îi salvează pe cei doi fii să cadă în abisul creat în urma distrugerii podului, dar Loki se lasă să cadă și aparent se sinucide, după ce Odin nu este de acord cu planul lui. Thor discută cu Odin, recunoscând că nu este gata să fie rege, în timp ce, pe Pământ, Foster și echipa ei caută o cale de a deschide un portal către Asgard.
Într-o scenă după credite, Selvig este dus la o bază S.H.I.E.L.D. unde directorul Nick Fury deschide o servietă și îi cere să studieze un obiect misterios în formă de cub, despre care Fury crede că deține putere de nedescris. Loki, încă în viață și invizibil, îl face pe Selvig să fie de acord.

## Premii
| An   | Premiu                        | Categorie                                                                  | Recipient                                                                           | Rezultat     | Ref.   |
| ---- | ----------------------------- | -------------------------------------------------------------------------- | ----------------------------------------------------------------------------------- | ------------ | ------ |
| 2011 | Teen Choice Awards            | Choice Movie Breakout: Male                                                | Chris Hemsworth                                                                     | Nominalizare | [ 29 ] |
| 2011 | Scream Awards                 | The Ultimate Scream                                                        | Thor                                                                                | Nominalizare | [ 30 ] |
| 2011 | Scream Awards                 | Best Fantasy Movie                                                         | Thor                                                                                | Nominalizare | [ 30 ] |
| 2011 | Scream Awards                 | Best Superhero                                                             | Chris Hemsworth as Thor                                                             | Nominalizare | [ 30 ] |
| 2011 | Scream Awards                 | Best Supporting Actress                                                    | Jaimie Alexander                                                                    | Nominalizare | [ 30 ] |
| 2011 | Scream Awards                 | Breakout Performance—Female                                                | Jaimie Alexander                                                                    | Nominalizare | [ 30 ] |
| 2011 | Scream Awards                 | Breakout Performance—Male                                                  | Chris Hemsworth                                                                     | Nominalizare | [ 30 ] |
| 2011 | Scream Awards                 | Breakout Performance—Male                                                  | Tom Hiddleston                                                                      | Nominalizare | [ 30 ] |
| 2011 | Scream Awards                 | Best F/X                                                                   | Thor                                                                                | Nominalizare | [ 30 ] |
| 2011 | Scream Awards                 | Best Comic Book Movie                                                      | Thor                                                                                | Nominalizare | [ 30 ] |
| 2012 | People's Choice Awards        | Favorite Action Movie                                                      | Thor                                                                                | Nominalizare | [ 31 ] |
| 2012 | People's Choice Awards        | Favorite Movie Superhero                                                   | Chris Hemsworth                                                                     | Nominalizare | [ 31 ] |
| 2012 | Visual Effects Society Awards | Outstanding Created Environment in a Live Action Feature Motion Picture    | "Heimdall's Observatory": Pierre Buffin, Audrey Ferrara, Yoel Godo, Dominique Vidal | Nominalizare | [ 32 ] |
| 2012 | Visual Effects Society Awards | Outstanding Virtual Cinematography in a Live Action Feature Motion Picture | Xavier Allard, Pierre Buffin, Nicolas Chevallier                                    | Nominalizare | [ 32 ] |
| 2012 | Empire Awards                 | Best Male Newcomer                                                         | Tom Hiddleston                                                                      | Câștigat     | [ 33 ] |
| 2012 | Empire Awards                 | Best Sci-Fi/Fantasy                                                        | Thor                                                                                | Câștigat     | [ 33 ] |
| 2012 | Empire Awards                 | The Art of 3D Presented by RealD                                           | Thor                                                                                | Nominalizare | [ 33 ] |
| 2012 | MTV Movie Awards              | Best Hero                                                                  | Thor                                                                                | Nominalizare | [ 34 ] |
| 2012 | Saturn Awards                 | Best Fantasy Film                                                          | Thor                                                                                | Nominalizare | [ 35 ] |
| 2012 | Saturn Awards                 | Best Supporting Actor                                                      | Tom Hiddleston                                                                      | Nominalizare | [ 35 ] |
| 2012 | Saturn Awards                 | Best Production Design                                                     | Bo Welch                                                                            | Nominalizare | [ 35 ] |
| 2012 | Saturn Awards                 | Best Costume                                                               | Alexandra Byrne                                                                     | Câștigat     | [ 35 ] |